# Stratiotes aloides
Statiotes aloides L. è una pianta acquatica della famiglia Hydrocharitaceae, originaria dell'Europa dell'Asia del nord-ovest, nota anche con il nome volgare di scargia o erba coltella. È l'unica specie nota del genere Statiotes  e della sottofamiglia Stratiotoideae Luersson.

## Descrizione
S. aloides ha una rosetta di foglie serrate e in estate produce fiori bianchi.

## Biologia
In estate la pianta galleggia sulla superficie dell'acqua con le foglie erette emerse, in autunno le foglie si ricoprono di una secrezione limacciosa di carbonato di calcio e l'intera pianta sprofonda nell'acqua fino al fondo, per poi riaffiorare in superficie in primavera.
La pianta è dioica, le piante sono maschio e femmina, e solo se sono presenti entrambe in prossimità sono prodotti semi. In qualche caso si sono comunque rinvenute piante ermafrodite.

## Coltivazione
Sono piante molto adatte a stagni od acquari freddi. Si propagano per stoloni che si formano al centro della rosetta di foglie.

## Usi
La pianta è conosciuta da molto tempo, e per il suo strano comportamento ha colpito l'immaginazione umana. Come medicinale ha una reputazione nel sanare le ferite, specialmente quelle da arma bianca, con applicazione esterna. Ha anche fama di essere utile nel trattamento del fuoco di sant'Antonio ed anche del mal di reni.